# Gagino
Gagino (in russo Га́гино?) è un villaggio della Russia europea centro-orientale, nell'oblast' di Nižnij Novgorod, centro amministrativo del rajon Gaginskij.
Si trova sulla riva sinistra del fiume P'jana, a sud-est di Nižnij Novgorod.